# Bernadette (film, 2023)
Pour les articles homonymes, voir Bernadette.
Pour plus de détails, voir Fiche technique et Distribution.
Bernadette est un film satirique français réalisé par Léa Domenach et sorti en 2023.
Le film suit Bernadette Chirac (incarnée par Catherine Deneuve), durant les deux mandats présidentiels de son mari, Jacques Chirac (incarné par Michel Vuillermoz), de sa première élection, en 1995, jusqu'à l'élection de Nicolas Sarkozy, en 2007. Il s'agit du premier long métrage réalisé par Léa Domenach, fille du journaliste Nicolas Domenach.

## Synopsis
Dans un confessionnal, Bernadette Chirac évoque avec son directeur de conscience son implication dans l'ascension de son mari. Puis c'est la victoire de Jacques Chirac à l'élection présidentielle de 1995. Il arrive au palais de l'Élysée avec son équipe, sa fille cadette Claude, qui est aussi sa conseillère de communication omniprésente - assister son père, c'est son métier - et son épouse. Celle-ci est pratiquement écartée par le président qui ne l'autorise même pas à paraître au balcon. Elle est éclipsée par Claude qui la marginalise, moquée tant par les politiques que par le personnel de service de l'Élysée, en particulier par le chauffeur historique de Jacques Chirac, avec lequel il partage une complicité. Bernadette essuie les rebuffades et peine à trouver sa place. Seule sa fille ainée, Laurence, qui vit en retrait du fait de sa maladie, l'anorexie mentale, la traite avec affection et lui offre, pour fêter la victoire, en guise d'animal de compagnie, une tortue,.
Perçue comme déplorablement ringarde, Claude lui adjoint un conseiller en communication, Bernard Niquet, lui-même ridiculisé et surnommé "Mickey" (incarné par Denis Podalydès). Au départ réticente, Bernadette se lance, après deux offenses décisives, sous sa houlette, dans la  modification radicale de son image de femme rigide, antipathique et dépassée. Elle souhaite obtenir enfin la place qu’elle pense mériter, elle qui était restée dans l'ombre de son mari, a été trompée et l'a vu mépriser ses avis et préférer suivre ses conseillers les plus proches comme Dominique de Villepin dans des circonstances cruciales, par exemple lors de la fâcheuse dissolution d'avril 1997 qui ouvrit la voie à cinq années de cohabitation.
Bernadette prend donc désormais les choses en mains pour devenir une personnalité médiatique importante, en changeant de look avec l'aide de Karl Lagerfeld, en faisant assaut de proximité avec la population et en devenant une élue corrézienne appréciée. Elle promet notamment une ligne de TGV passant par Brive. Au passage, elle n'omet pas, pour imposer le respect au personnel élyséen, de se débarrasser du redoutable chauffeur présidentiel.
Elle enchaîne les initiatives politiques - parfois sans même prévenir son mari, comme la réception, en mai 1998 sur « ses Terres » en Corrèze, d'Hillary Clinton, autre Première dame éminente et bafouée. Bernadette développe aussi des projets qui lui tiennent à cœur et assurent sa popularité, comme l'Opération Pièces jaunes, que Niquet fait parrainer par le judoka David Douillet, puis elle crée - malgré le refus de Laurence -  la Maison de Solenn en faveur des jeunes victimes de l'anorexie mentale.
La revanche vient en avril 2002. Peu avant la réélection de Jacques Chirac, Bernadette a été la seule à lui prédire un face-à-face avec Jean-Marie Le Pen au second tour. Stupeur face aux évènements et reconnaissance enfin de sa clairvoyance. Cette élection est l'occasion de mesurer le chemin parcouru : pour la célébration de la victoire, elle paraît désormais au balcon aux côtés de son mari et tous la félicitent au même degré que lui. Lorsqu'il lui intime encore l'ordre de se taire au beau milieu du discours qu'elle fait à la demande de tous, elle obéit les larmes aux yeux.
Les affaires judiciaires qui éclatent et menacent son époux, puis l'accident cérébro-vasculaire qu'il subit, donnent enfin à Bernadette sa pleine dimension politique, ainsi que familiale puisque leur fille Claude se réconcilie avec elle, reconnaissant sa force. Et c'est la Première Dame qui impose, à Jacques Chirac affaibli, le soutien à l'élection présidentielle de Nicolas Sarkozy en avril 2007, garantie d'appui face à la menace judiciaire.
Conclusion du chœur : « Et le TGV ? Il n'est jamais arrivé à Brive ».

## Fiche technique
Sauf indication contraire, les informations mentionnées dans cette section peuvent être confirmées par les bases de données cinématographiques IMDb et Allociné,  présentes dans la section « Liens externes ».
- Titre original : Bernadette
- Titre de travail : La Tortue
- Réalisation : Léa Domenach
- Scénario : Léa Domenach et Clémence Dargent
- Musique : Anne-Sophie Versnaeyen
- Photographie : Elin Kirschfink
- Costumes : Catherine Leterrier et Caroline de Vivaise
- Décors : Jean-Marc Tran Tan Ba
- Montage : Christel Dewynter
- Production : Fabrice Goldstein et Antoine Rein
- Société de production : Karé Productions, en association avec les SOFICA SG Image 2021 et Palatine Etoile 20
- Sociétés de distribution : Warner Bros. (France), Orange Studio (international)
- Budget : 6,2 millions d'euros
- Pays de production :  France
- Langue originale : français
- Format : couleur
- Genre : comédie en partie biographique
- Durée : 92 minutes
- Pays de production :  France
- Dates de sortie :
  - Suisse : 17 septembre 2023 (festival du film français d'Helvétie)
  - France : 4 octobre 2023

## Distribution
- Catherine Deneuve : Bernadette Chirac
- Denis Podalydès : Bernard Niquet
- Michel Vuillermoz : Jacques Chirac
- Sara Giraudeau : Claude Chirac
- Maud Wyler : Laurence Chirac
- Laurent Stocker : Nicolas Sarkozy
- François Vincentelli : Dominique de Villepin
- Barbara Schulz : Aurore
- Lionel Abelanski : Yvon Molinier, nom donné au chauffeur[5]
- Scali Delpeyrat : Jacky-Pierre
- Jacky Nercessian : le père Mouret
- Artus : David Douillet
- Olivier Breitman : Karl Lagerfeld
- Vincent Primault : Xavier Bertrand
- Olivier Balazuc : Alain Juppé
- Patrick Paroux : Maître Grundmann
- Thierry Souffir : Denis, conseiller général de Corrèze
- Aloïs Menu : le caviste au marché
- Laurence Oltuski : une journaliste
- Stéphane Boucher : le médecin Val-de-Grâce

## Production
En avril 2022, il est annoncé que Catherine Deneuve incarnera Bernadette Chirac dans un film biographique intitulé La Tortue. Ce titre serait une référence à la façon dont Jacques Chirac surnommait parfois son épouse, qu'il lui arrivait de trouver « un peu trop à la traîne ». Il s'agit du premier long métrage réalisé par Léa Domenach. Celle-ci explique ainsi le choix du sujet :
Bernadette Chirac, c'est une figure de mon enfance. Je suis née sous Mitterrand, j’ai donc grandi avec les Guignols de l'info et cette image de mégère, maltraitée et humiliée au fil de sketchs qui, aujourd’hui, paraissent incroyablement misogynes. Pour autant, je ne me suis jamais vraiment intéressée à sa vie… jusqu’à ce que je tombe un peu par hasard sur le documentaire Bernadette, Mémoires d'une femme libre, réalisé par Anne Barrère qui avait été sa conseillère en communication. (...)  Je me suis aperçue qu’au fond je connaissais mal sa vie. Ce que représentait d'être une femme de cette époque- là et dans un milieu bourgeois qui n’aspirait au départ qu'à faire un beau mariage avant d’avoir envie de beaucoup plus. Ainsi que la manière dont elle est passée de l'ombre à la lumière. J’ai donc redécouvert cette femme qui m'avait toujours semblé un peu aigrie, un peu ringarde mais qui, au fond, s’en prenait plein la gueule en silence. Je n’ai pas son âge, je suis de gauche, féministe, d’un milieu social différent. Mais ça m’a parlé. Et je me suis dit que si ça me parlait à moi, ça pouvait parler à d’autres."
Le tournage dure environ deux mois au printemps 2022 : il débute fin avril et se termine le 28 juin. Une première photographie est dévoilée en juin, lors du dernier mois de tournage.
Les prises de vues sont en partie réalisées dans le département de la Marne, notamment à Reims (complexe René-Tys), Châlons-en-Champagne, Ville-en-Selve et Épernay,,.
Si le style est satirique et si les personnages sont volontiers tournés en ridicule à l'exception de Bernadette et Laurence, la trame des événements est globalement conforme à l'histoire de cette double présidence de Jacques Chirac.

## Sortie et accueil

### Famille Chirac
Dès l'annonce du projet, Claude Chirac déclare qu'elle n'a pas été contactée par l'équipe responsable du film,,.

### Critique
Sur le site AlloCiné, qui recense 30 critiques de presse, le film obtient la note moyenne de 3,4⁄5. Du côté des avis positifs, Caroline Vié de 20 Minutes écrit notamment « Catherine Deneuve est tordante dans le rôle-titre face à un Michel Vuillermoz à son meilleur ». Jérôme Garcin de L'Obs souligne lui aussi la prestation de l'actrice : « dans le rôle de la rebelle pète-sec en tailleur fashion et de la dame convenable inconvenante, Catherine Deneuve est formidable ». Dans Le Dauphiné libéré, Nathalie Chifflet vante la réalisation : « Léa Domenach, dont c’est le premier long-métrage, s’amuse, simplifie, grossit le trait, mais toujours avec respect, le souci d’une fantaisie sur le réel irrévérencieuse et décalée. Effleure sa tendresse pour Bernadette, qui est très chouette. »
Du côté des avis négatifs, Camille Nevers écrit notamment « l'intérêt de cette pochade réalisée avec une imperturbable mollesse par Léa Domenach [...] tient à ce qu’elle soit le rare spécimen de son époque : on tient le premier film officiellement macroniste. » Jean-Marc Lalanne des Inrockuptibles compare quant à lui le film à Barbie sorti quelques mois plus tôt : « la construction scénaristique est la même, l’enrobage visuel n’est pas très éloigné (coulis chromatique pimpant et vocabulaire pubard) et la visée politique est la même : racheter au féminisme washing n’importe quelle figure “iconisable” (quelle qu’en fût au préalable la teneur aliénante ou réactionnaire). » Pour Thomas Fouet des Fiches du cinéma, le film est une « Molle comédie qui se voudrait à la fois apolitique et féministe » et « ne brille que par Deneuve - la seule et unique Première Dame de France. » Dans Le Parisien, on peut notamment lire « Sur le fond, Bernadette brosse le portrait d’une première dame humiliée, cocue, indésirable. À un moment, on se dit que la comédie va nous raconter “la revanche d’une blonde”. Mais il ne parvient pas à nous convaincre que la “blonde” s’est vengée. Et ce film, bien que sympathique, ne lui rend pas vraiment justice. »

### Box-office
Sorti le 4 octobre 2023, le film débute à la première place du Box-office France 2023 avec plus de 267 000 entrées. Il s'agissait alors du treizième meilleur démarrage pour un film en 2023. Grâce à un regain d'entrées aux alentours des fêtes de fin d'année, le long-métrage finit son exploitation en France avec 809 654 spectateurs au compteur.
| Semaine* | Entrées | Place au box-office hebdomadaire | Total   |
| -------- | ------- | -------------------------------- | ------- |
| 1        | 267 041 | N°1                              | 267 041 |
| 2        | 182 928 | N°5                              | 449 969 |
| 3        | 165 037 | N°7                              | 615 006 |
| 4        | 112 451 | N°11                             | 728 345 |
| 5        | 42 851  | N°19                             | 771 196 |
| 6        | 14 086  | à confirmer                      | 785 282 |
| 7        | 8 500   | à confirmer                      | 793 782 |
| 8        | 5 300   | à confirmer                      | 799 082 |
| 9        | 3 000   | à confirmer                      | 802 082 |
| 10       | 277     | à confirmer                      | 802 359 |

## Nomination
- César 2024 : Meilleur premier film